# 신장공기

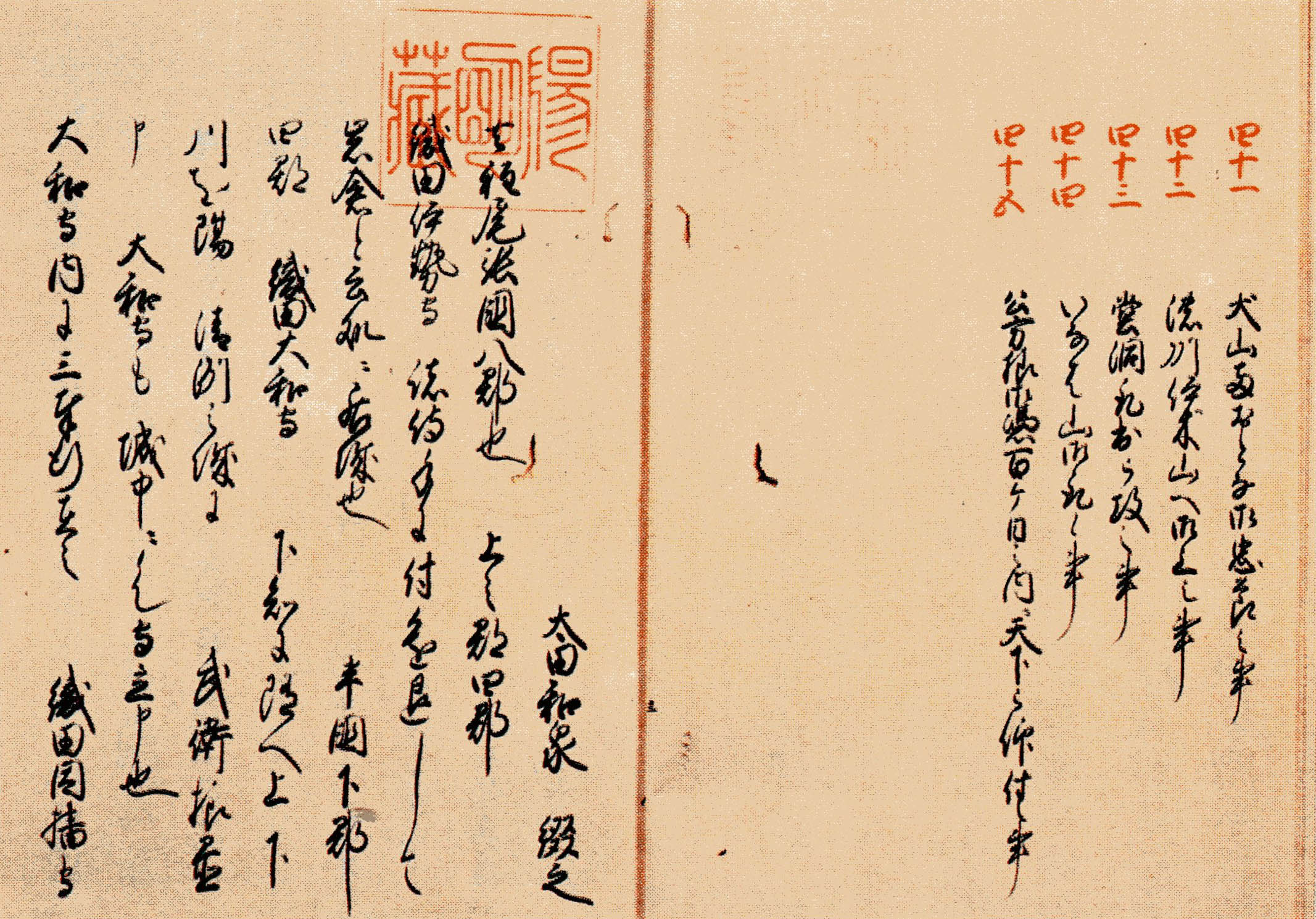
요메이 문고 소장 《신쵸코키》 사본.

《신쵸코키》(일본어: 信長公記)는 일본 센고쿠 시대의 센고쿠 다이묘 오다 노부나가의 일대기를 다룬 전기(傳記) 사료이다. 다른 이름으로 신쵸키/노부나가키(信長記)이라고도 한다.
저자는 오다 노부나가의 옛 가신이었던 오타 규이치(太田牛一)이다. 원본은 에도 시대(江戸時代) 초기에 성립되었다. 전 16권.
'신쵸'는 노부나가(信長)의 이름을 음독한 것이다. 일본의 사학자 森銑三에 따르면 에도 시대에는 누군가에게 경의를 표하는 의미에서 인명을 음독하는 관습이 있었는데(유식자 읽기) 이쪽도 그런 사례라고 하였으며 노부나가를 '공'이라고 높여 부르고 있어 이 역시 음독으로 읽어야 한다고 하였다. 요네자와 번(米沢藩)의 우에스기 씨(上杉氏) 옛 소장본인 개인 소장 10책본이 내제(内題)에는 '신챠우키'(しんちやうき)로 되어 있어서, 원래는 '신쵸키'로 읽었던 것으로 보인다. 
노부나가의 유년기부터 노부나가가 아시카가 요시아키(足利義昭)를 받들고 상경하기 전까지를 제1권으로 하여, 이후 분로쿠 11년(서기 1568년)부터 혼노지의 변(서기 1582년)까지 15년을 각 1권당 1년씩 다루어 총 16권 16책으로 구성되어 있다.

## 개요
일본 역사상 최초의 오다 노부나가의 일대기로 노부나가의 유년 시절부터 노부나가가 아시카가 요시아키를 받들어 상경하기 직전까지를 다룬 수권(首巻, 1권), 에이로쿠(永禄) 11년(1568년) 노부나가의 상경부터 덴쇼(天正) 10년(1582년) 혼노지의 변까지를 다루었으며, 이까지의 15년에 걸치는 기록을 권당 1년씩 기록해 모두 16권(16책)으로 엮었다. 규이치 자신의 자필본인 이케다본에는 15권으로 편찬했다는 취지가 기재되어 있는데, 수권은 책의 본편과는 별개의 것으로 보인다.
오다 노부나가를 알기 위한 훌륭한 자료로 꼽히지만, 정작 일본에서 본격적으로 연구가 시작된 것은 1965년 무렵으로 비교적 최근의 일이며, 해명되지 않은 점도 적지 않다.
규이치 본인은 "내가 일부러 삭제한 것은 없으며, 창작하지도 않았다. 이것이 거짓이라면 신의 벌을 받으리라"(故意に削除したものはなく、創作もしていない。これが偽りであれば神罰を受けるであろう)라고 쓰고 있듯 저술 자세와 태도는 진지하며, 날짜순으로 기재하는 편년체 서술로써 일부 착오나 뒤섞인 부분도 발견되기는 하지만 문서상으로 확인되는 오다 노부나가의 사적을 정확히 기록하고 있어, 사료로써 신뢰도가 높고 오다 노부나가 시기의 사정을 알기 위해 없어서는 안 되는 사료로 꼽힌다. 또한 저자 규이치가 오랫동안 노부나가의 측근이었던 점에서 사료로써 신뢰도는 높게 평가되며 일본의 연구자들 사이에서도 다른 군기들과 구별되는 것으로 그 신빙성이 평가받고 있다. 즉 자료로써는 2차 자료에 위치하고 있다고 해도 내용의 신뢰성은 1차 사료에 준한다는 것이다.
내용 가운데는 노부나가와 아무 관계도 없는 이야기도 많이 포함되어 있기도 하며, 제1권 첫머리에 "에이로쿠 11년 무진 이래 오다 단죠노죠(弾正忠) 노부나가 공의 재세(在世)에 또한 이를 기록하였다"(永禄十一年戊辰以来織田弾正忠信長公の在世、且これを記す)고 쓰고 있어서 이 기록은 오다 노부나가의 기록이 아니라 노부나가가 살았던 시대와 사회의 기록이라고 평가하는 견해도 있다.

## 성립
오타 규이치는 오와리(尾張) 가스가 군(春日郡) 출신으로 노부나가 사후에는 노부나가의 가신인 니와 나가히데(丹羽長秀)의 우필(右筆)로 일했으며, 나가히데가 사망한 뒤에는 다시 도요토미 히데요시(豊臣秀吉)를 섬겼다. 《신쵸코키》는 그가 나가히데와 히데요시를 섬기던 시절에 기록한 것을 토대로 편찬된 것으로 보인다.
일본의 역사학자 후지모토 마사유키(藤本正行)는 저서 《노부나가의 전쟁》(信長の戦争)에서 《신쵸코키》 안에서도 노부나가에 대해 '주군'(上様), '노부나가 공'(信長公), '노부나가'(信長)로 표현이 바뀌는 부분이나 도쿠가와 이에야스(徳川家康)를 '이에야스'라고 아무렇게나 부르거나 '이에야스 공'(家康公), '이에야스 경'(家康卿), '이에야스 님'(家康殿) 등의 경칭으로 부르는 부분도 있음을 지적하였다. 여러 시기에 걸쳐 작성했던 메모 같은 부분들을 발췌해서 한 권의 책으로 엮은 것이 《신쵸코키》라는 것이다.

## 영향
오타 규이치의 만년인 게이초 16년(1611년) 무렵 규이치의 《신쵸(코)키》를 토대로 다른 일화들을 더하여 오제 호안(小瀬甫庵)이 《신쵸키》(信長記)를 썼다. 호안의 《신쵸키》는 겐나(元和) 8년(1622년)에 간행되었고, 이후에도 재판을 거듭하여 일반에 널리 퍼졌다. 오타 규이치의 저술과 오제 호안의 저술 모두 '신쵸키'라는 이름으로 불렸지만, 현대에는 혼동을 막기 위해 규이치의 것을 '신쵸코키'라고 부르는 것이 일반적으로 퍼졌으며, 호안의 것을 '호안신쵸키'(甫庵信長記)라고 부르기도 한다.
《호안신쵸키》는 기본적인 내용을 《신쵸코키》에 의거하고 있지만 몇 가지 내용이 다르고, 호안 자신이 다시 사관한 의도나 유교적 가치관 등의 여러 사정에 의해 호안 자신의 역사관에 토대하여 역사를 해석한 군키모노가타리(軍記物)에 가까운 책이 되었다. 같은 시대의 사서로(마찬가지로 창작이 많다고 지적되는) 《미카와 이야기》(三河物語)에서조차도 "거짓이 많다"(イツハリ多シ)고 지적되고 있다. 한편으로 호안은 규이치를 "고지식하다"(愚にして直)라고 평하였고, 그가 저술에 창작성이 없고 사실을 있는 그대로 옮긴 단순한 내용임을 비판하고 있어 '기록'이라기보다는 '읽을거리'로써 그것을 읽는 사람을 의식해 썼음을 알 수 있다. 따라서 《호안신쵸키》는 호안의 다른 저서인 《타이코키》(太閤記)와 유사하고, 근세 일본 사회에서 간본으로써 널리 유포되어 애독되었고, 현대에 이르기까지 오케하자마 전투(桶狭間の戦い)나 나가시노 전투(長篠の戦い) 등 노부나가 ・ 히데요시 시기의 합전사에 관한 기본적인 이미지를 구축하는 읽을거리가 되었다.
노부나가의 일대기로써 그 뒤에도 《오다 진기》(織田真記, 오다 나가키요織田長清), 《총견기》(総見記, 엔잔 노부하루遠山信春) 등의 여러 저작이 나오게 되었다.

## 내용
노부나가 자신에 대해서는 과단성 있고 정의를 중시하는 성격으로, 정력적이고 늘 분주히 뛰어다니며 정이 두텁고 도리를 중시하는, 고금에 비길 데 없는 영웅으로 그리고 있다.
또한 도다이지(東大寺)의 대불전(大仏殿)을 불태웠다는 마쓰나가 히사히데(松永久秀)가 대불전을 불태운 날과 같은 10월 10일에 사슴뿔 모양의 투구를 쓴 노부타다(信忠)에 의해 나라 진키 산(信貴山)에서 자결하였으며, 사람들은 이를 가스가 대명신의 저주라고 수군거렸다는 기술에서는 신토(神道) ・ 불교 ・ 유교가 융합되어 있던 일본의 중세적 도덕관이 드러나고 있으며, 노부나가를 배신한 아라키 무라시게(荒木村重)의 처자의 최후를 (그가 자신의 주군을 등진 배신자임에도 불구하고) 딱하게 여기며 무라시게와 그 아내 사이에 오갔던 노래를 상세히 기록하는 등, 객관적인 태도 한편으로 저자 규이치의 가치관이나 인물관을 보여주는 내용도 있다.
《신쵸코키》는 2차 자료에 속하지만, 일반적으로는 다른 2차 사료에 비해 그 기술이 정확하다고 평가된다. 하지만 일본에서도 20세기 말에서 21세기로 넘어오면서 여러 연구에서 이 점이 부정되고 있다. 사이토 도산(斎藤道三)의 그의 한 대(代)에 미노 국(美濃国)의 국주(国主)를 차지했다는 것이나 마쓰나가 히사히데의 다몬 산성(多聞山城) 인도의 연대가 어긋나는 등 다른 자료들과의 교차 비교에서 오류가 발견되기도 하는 것이다. 양질의 편찬물로써 사료적인 가치도 높지만, 2차 사료라는 점은 변하지 않는다고 할 수 있다. 때문에 《신쵸코키》를 연구에 사용할 때는 이 문헌(또는 특정 사본)만을 단독으로 사용하여 전면적으로 의지해서는 안 되고 다른 1차 자료나 2차 자료도 확인하거나 다른 사본(또는 원본)과 내용을 서로 대조하는 등 적절한 사료 비판을 행하는 것이 가장 중요하다.

### 각권의 개요
수권(首巻) 에이로쿠(에이로쿠 ) 10년(1567년)까지
덴분(天文) 15년(1546년), 노부나가 겐푸쿠(元服). 덴분 21년(1552)경, 아버지 오다 노부히데(織田信秀)가 죽고 가독을 상속한다. 덴분 23년, 기요스 성(清洲城) 공략. 에이로쿠 1년(1558년), 동생 오다 노부카쓰(織田信勝)를 모살한다. 에이로쿠 2년, 이와쿠라 성(岩倉城)을 공략한다. 에이로쿠 3년 오케하자마 전투(桶狭間の戦い). 에이로쿠 7년, 이누야마 성(犬山城)를 공략하고 오와리를 통일한다. 에이로쿠 10년, 이나바 산성 전투(稲葉山城の戦い)에서 기후(岐阜)를 공략하였다.
권1 에이로쿠 11년(1568년)
［2월, 북부 이세(伊勢)를 정복한다(勢州軍記)］ 7월, 아시카가 요시아키(足利義昭)를 부른다. 9월, 오미(近江)의 롯카쿠 씨(六角氏)를 부수고, 수도로 들어온다. 10월, 미요시 산닌슈(三好三人衆) 등을 부수고 기나이(畿内)를 평정한다. 요시아키는 세이이타이쇼군(征夷大将軍)이 되었다.
권2 에이로쿠 12년(1569년)
2월, 요시아키를 위해 니조 고쇼(二条御所)를 짓기 시작하여 4월에 완성하였다. 10월, 남부 이세 공격(오카와치 성 전투).
권3 겐키(元亀) 1년(1570년)
4월, 아사쿠라 요시카게(朝倉義景)를 쳤으나 아자이 나가마사(浅井長政)가 이반하는 바람에 교토로 도주(가네가사키 전투). 다시금 6월에 아사쿠라 ・ 아자이군과 아네가와 전투(姉川の戦い). 9월에 이시야마 혼간지(石山本願寺)가 적대(노다 후쿠시마 전투). 9월, 오미 시가 진(志賀の陣)에서 대결한 아사쿠라 ・ 아자이군을 히에이 산 엔랴쿠지(比叡山延暦寺)가 보호한다.
권4 겐키 2년(1571년)
5월, 나가시마(長島)를 공격하였으나 철퇴하였다. 9월, 사카모토(坂本) 및 히에이 산을 불태웠다.
권5 겐키 3년(1572년)
7월, 아자이의 오다니 성(小谷城)을 쳤으나 철퇴하였다. 10월, 다케다 신겐(武田信玄)이 고후(甲府)에서 서쪽을 향해 올라오기 시작한다. 12월, 미카타가하라 전투(三方ヶ原の戦い)에서 도쿠가와 이에야스(徳川家康)가 패배하였다.
권6 덴쇼(天正) 1년(1573년)
［4월, 신겐이 병사한다.］ 7월, 요시아키를 추방한다(槙島城の戦い). 8월, 아사쿠라 ・ 아자이 멸망(이치조타니 성 전투와 오다니 성 전투). 11월, 사쿠마 노부모리(佐久間信盛)가 미요시 요시쓰구(三好義継)를 멸하였다(와카에 성 전투).
권7 덴쇼 2년(1574년)
4월, 에치젠(越前)을 잇코잇키(一向一揆)가 지배하였다. 9월, 나가시마 잇코잇키(長島一向一揆)를 섬멸하였다.
권8 덴쇼 3년(1575년)
5월, 나가시노 전투(長篠の戦い). 8월, 에치젠 잇코잇키(越前一向一揆)를 섬멸한다. 9월부터 시바타 가쓰이에(柴田勝家)가 에치젠을 지배하였다. 11월, 노부나가는 조정으로부터 곤노다이나곤(権大納言) ・ 우콘노에노다이쇼(右近衛大将)로 임명되었다.
권9 덴쇼 4년(1576년)
1월, 아즈치 성(安土城)을 짓기 시작하였다. 5월, 혼간지(本願寺)와 덴노지 전투(天王寺の戦い). 7월, 제1차 기쓰가와구치 전투(第一次木津川口の戦い)에서 모리측의 무라카미 수군(村上水軍)에 패배하였다.
권10 덴쇼 5년(1577년)
3월, 사이가(雑賀) 기슈 공격(紀州攻め). 10월, 오다 노부타다(織田信忠)가 마쓰나가 히사히데(松永久秀)를 멸망시켰다(시기 산성 전투). 10월, 하시바 히데요시(羽柴秀吉)가 하리마에서 주고쿠 공격(中国攻め)을 개시하였다. ［11월, 노부나가는 조정으로부터 종2위 ・ 우다이진(右大臣)으로 임명되었다.］
권11 덴쇼 6년(1578년)
2월, 하리마의 벳쇼 나가하루(別所長治)가 모반한다. ［3월, 우에스기 겐신(上杉謙信)이 급서하였다.］ 10월, 사이토 도시하루(斎藤利治)가 히다(飛騨)를 거쳐 엣추(越中)를 공격하였다(쓰키오카노 전투). 11월, 철갑선(鉄甲船)을 사용한 제2차 기쓰가와구치 전투(第二次木津川口の戦い)에서 오사카 만(大阪湾)의 제해권을 장악하였다. 이후 혼간지를 효로제메(兵糧攻め). 11월, 셋쓰의 아라키 무네시게(荒木村重)가 모반하였다.
권12 덴쇼 7년(1579년)
5월, 아즈치 성이 완성된다. 아케치 미쓰히데(明智光秀)가 8월에 단바(丹波)를, 10월에 단고(丹後)를 평정하였다. 비젠(備前)의 우키타 나오이에(宇喜多直家)가 모리에서 오다로 돌아선다. 12월, 아라키 일족을 처형한다.
권13 덴쇼 8년(1580년)
1월, 히데요시가 미키 합전(三木合戦) 끝에 하리마를 평정하였다. 3월, 오다와라(小田原)의 호조 우지마사(北条氏政)와 동맹하였다. 5월, 하시바 히데나가(羽柴秀長)가 다지마(但馬)를 평정하였다. 8월, 혼간지가 항복하고 오사카 혼간지 전쟁(大坂本願寺戦争)은 종결되었다. 11월, 가쓰이에가 가가(加賀)를 평정하였다.
권14 덴쇼 9년(1581년)
2월, 교토 마상열병식(京都御馬揃え). 9월, 오다 노부카쓰(織田信雄)가 이가(伊賀)를 평정하였다(덴쇼 이가의 난). 10월, 히데요시가 돗토리 성(鳥取城)을 효로제메(兵糧攻め)하였다.
권15 덴쇼 10년(1582년)
3월, 노부타다의 고슈 정벌(甲州征伐)로 다케다 씨는 멸망한다. 5월, 히데요시가 빗추 다카마쓰 성 전투(備中高松城の戦い)에서 수공(水攻め)을 행하였다. ［6월, 가쓰이에가 엣추 우오즈 성(魚津城)을 공략하였다.］ 6월, 혼노지의 변(本能寺の変)이 일어났다.
(［ ］ 안은 《신쵸코키》에 기재가 없는 사항에 대한 보족입니다)

## 제본과 판본
《신쵸코키》는 사본을 포함해 20종 이상이 남아 전해지고 있다. 《아즈치 일기》(安土日記), 《아즈치키》(安土記), 《신쵸키》(信長記), 《신쵸코키》(信長公記) 등 다양하다. 단편이나 잔궐본을 포함하면 70본 이상이 확인되고 있다. 다이묘(大名)나 구게(公家) 등에도 사본이 전해졌고, 메이지 시대(明治時代)에 이르러 처음으로 간행된다.

### 오타 규이치 자필본
- 《에이로쿠 11년기》(永禄十一年記, 1巻) : 에이로쿠 11년(1568년) 부분만 남아 있다. 존경각 문고(尊経閣文庫) 소장.
- 이케다 가본(池田家本) 《신쵸키》(信長記, 15권) : 오카야마 대학 부속도서관(岡山大学付属図書館) 이케다 가 문고(池田家文庫) 소장이다. 히메지 성주(姫路城主) 이케다 데루마사(池田輝政)에게 헌상되었던 것이다. 수권이 빠져 있다. 일본의 중요문화재(重要文化財)이다. 제12권만 옛 사본이다. 오카야마 대학 부속도서관 디지털 아카이브의 고문헌 갤러리(古文献ギャラリー)에서 열람 가능하다.
- 겐쿤 신사(建勲神社)본 《신쵸코키》(15권) : 교토 겐쿤 신사(建勲神社) 소장본으로 수권이 없다. 일본의 중요문화재이다.
- 오카 규이치 구기(太田牛一旧記) : 오다 유미코(織田裕美子)[주 5]) 소장. 오사카 혼간지와의 전투를 중심으로 기록되어 있다. 본래는 제목이 없고, '石山軍記他色々書込', '別本御代々軍記' 등으로도 불린다.

### 사본
- 아즈치 일기 : 존경각 문고 소장. 권11・12만 남아 있는 잔궐본이지만 노부나가를 '주군'(上様)이라고 부르고, 후대 간본에는 존재하지 않는 기술도 있는 등 원초의 《신쵸코키》로 보인다.[5]
- 마치다본(町田本) : 마치다 히사나리(町田久成) 옛 소장본(소재 불명[16]). 《아자간아서》(我自刊我書, 1880년） - 1884년에 걸쳐 甫喜山景雄이 간행하였다), 후에 《사적집람》(史籍集覧)에 실렸다. 일본 국립국회도서관 디지털 컬렉션(国立国会図書館デジタルコレクション)에서 열람 가능하다.
- 요메이 문고본(陽明文庫本) : 고노에 가(近衛家) 소장본이다. 수권 외에는 겐쿤 신사본의 사본이다.[17] 가도카와 문고판(角川文庫版)의 저본으로도 유명하다.
- 덴리본(天理本) : 덴리 대학 부속 덴리 도서관(天理大学附属天理図書館) 소장 사본이다.

## 해외에서의 신쵸코키
브릴사에서 영어판 《신쵸코키》를 출판한 것을 계기로 해외에서도 《신쵸코키》는 연구의 대상이 되었다. 그럼에도 불구하고 해외의 연구자들이나 역사학자들은 번역본의 토대가 된 존경각문고(마에다본)의 내용을 사료 비판을 행하지 않고 신용하였고, 극단적으로 의존하는 경향이 있어 이케다본 등 다른 판과의 비교나 1차 자료로 내용을 확인하지 않았다. 또한 2차 자료나 다른 사람의 연구 내용을 참고 문헌을 확인하는 일 없이 인용하고, 게다가 자신의 의견, 센고쿠 시대가 아닌 현대의 가치관을 기준으로 한 해석 등을 거듭함으로써 피드백 루프가 생겨났고, 오류가 쌓이면서 그 상황이 좋지 않다는 지적이 있다. 그 원인의 하나로는 해외의 번역자들이 일본의 문헌들을 연구할 수 있을 만큼 일본어 어학 실력이 없다는 점이 지적되고 있다.

## 서적 정보
- 太田牛一; 桑田忠親 교주(校注) 『信長公記』 新人物往来社 新訂版1997年、ISBN 4404024932
- 太田, 牛一; 中川太古 번역 (2006), 《現代語訳 信長公記》, 新人物往来社 上巻 ISBN 4404032994、下巻 ISBN 4404033001
  - 太田牛一; 中川太古 번역 (2013), 《現代語訳 信長公記》, 新人物文庫 Kile판, 中経出版ASIN B00G6E8E7A
  - 太田牛一; 中川太古  번역 (2013), 《現代語訳 信長公記》, 新人物文庫, KADOKAWA, ISBN 9784046000019
- 太田牛一; 奥野高廣・岩沢愿彦 교주 『信長公記』 角川文庫、1984년、후에 가도카와 문고 소피아(角川文庫ソフィア)
- 太田牛一; 榊山潤 번역, 《信長公記 原本現代訳》 教育社歴史新書（上下）1991년、ISBN　4315401005、ISBN 4315401013。／ちくま学芸文庫、2017년、ISBN 9784480097774。
- 太田牛一 (1926),  近藤瓶城, 편집., 国立国会図書館デジタルコレクション 《信長公記》 |url= 값 확인 필요 (도움말), 史籍集覧 第19, 近藤出版部

외국어판・번역
- 영어：　Ota, Guichi. The Chronicle of Lord Nobunaga (Brill's Japanese Studies Library, 36). trans. by J.S.A. Elisonas J.P. Lamers. Brill, 2011. 520 p. ISBN 978-90-04-20162-0
- 우크라이나어：Ота, Ґюїчі. Записи про князя Нобунаґу // Коваленко О. Самурайські хроніки. Ода Нобунаґа. Київ: Дух і Літера, 2013. 960 с. ISBN 978-966-378-293-5

## 관련 작품
- 小島剛夕『マンガ日本の古典22 信長公記』 中央公論新社〈中公文庫〉、2001年
- 甲斐谷忍『新・信長公記〜ノブナガくんと私〜』 週刊ヤングマガジン〈講談社〉、2019年

### 내용주
1. ↑  이케다 가 문고본(池田家文庫本)에 게이초(慶長) 15년(1610년)에 규이치 자신이 쓴 오서(奥書)가 있다.
2. ↑  유사한 사례로 미나모토노 요시쓰네의 일대기인 《깃케이키》(義経記, ぎけいき)가 있다
3. ↑  일본의 율령제에서 단조다이(弾正台)의 판관(判官)이나 그 직원 관직을 가리킨다. 일반적으로는 단죠노죠(だんじょうのじょう)라고 읽는다. 센고쿠 시대에는 '오다 단죠노죠 가'(織田弾正忠家)의 용례처럼 무가의 관직명으로써도 사용되었다.
4. ↑  사슴은 나라에서는 신령한 짐승으로 경외된다.
5. ↑  오다 가 16대 당주로, 노부나가의 동생인 나가마스(長益, 우라쿠有楽)에게서 비롯한 무가 다도(武家茶道)의 한 유파인 우라쿠류(有楽流) 17대 종가이다.